# Мечоподібний відросток
Мечоподібний відросток (лат. processus xiphoideus) — нижня складова груднини. Верхнім кінцем фіксований до тіла груднини. Мечоподібний відросток найчастіше має трикутну форму і закінчується тупим або розщепленим кінцем.
Латинська назва дана за схожість відростка з античним коротким мечем, який греки називали «ксифос». У працях Клавдія Галена термін os xyphoides вживається як півкалька (частковий переклад) грец. ξιφοειδές ὀστοῦν («кістка у формі ксифоса»). Зрідка може вживатися термін processus ensiformus (від лат. ensis — «меч»).

## Будова
Вважається, що мечоподібний відросток у нормі розташований на рівні 9-го грудного хребця і дерматома T6 (шостої пари грудних нервів). Вище на тілі груднини розташовані вирізки VII пари ребер.
Трапляються роздвоєні мечоподібні відростки, а також відростки з отворами.

## Розвиток
У новонароджених і дітей відросток складається з гіалінового хряща, і поступово твердішає. У віці 15-29 років він зазвичай з'єднується з тілом груднини фіброзним суглобом (на відміну від синовіальних суглобів, цей суглоб нерухомий). Осифікація мечоподібного відростка триває до близько 40 років.

## Функції
Мечоподібний відросток слугує місцем прикріплення грудинної частини діафрагми, а також прямого і поперечного м'язів живота.

## Клінічне значення
Під час проведення непрямого масажу серця слід уникати натискування на мечоподібний відросток, оскільки це може призвести до його відламу, а згодом і пошкодження уламком діафрагми і навіть печінки.
При проведенні процедури перикардіоцентезу мечоподібний відросток часто використовують як анатомічний орієнтир.
Ксифоїдальгія (xiphoidalgia) чи ксифодинія (xiphodynia) — патологія, що характеризується болями в ділянці мечоподібного відростка. Симптоми можуть бути помилково прийняті за ознаки якоїсь іншого захворювання черевної порожнини чи грудної клітки. Включають у себе болі в ділянці живота, грудей, що віддають у спину, шию та плечі, а також нудоту. Причиною захворювання можуть бути травма грудей чи підняття тягарів, біль може посилюватися при згинанні і скручуванні. Показані знеболювальні і стероїдні ін'єкції. Перший задокументований випадок хвороби належить до 1712 року.
У віці 40 років відросток зазвичай повністю окостеніває, що є нормою, але іноді це викликає занепокоєння в необізнаних.
Уроджена відсутність мечоподібного відростка називається аксифоїдією (axiphoidia).

## У тварин
У птахів мечоподібний відросток є довгим утворенням, що часто йде в напрямку кіля.

## Галерея

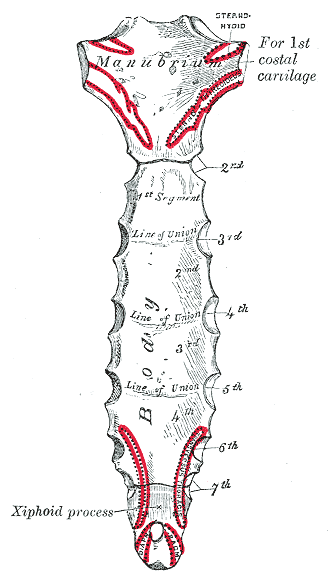
Задня поверхня груднини.
Анімація грудної клітки. Мечоподібний відросток позначено червоним.
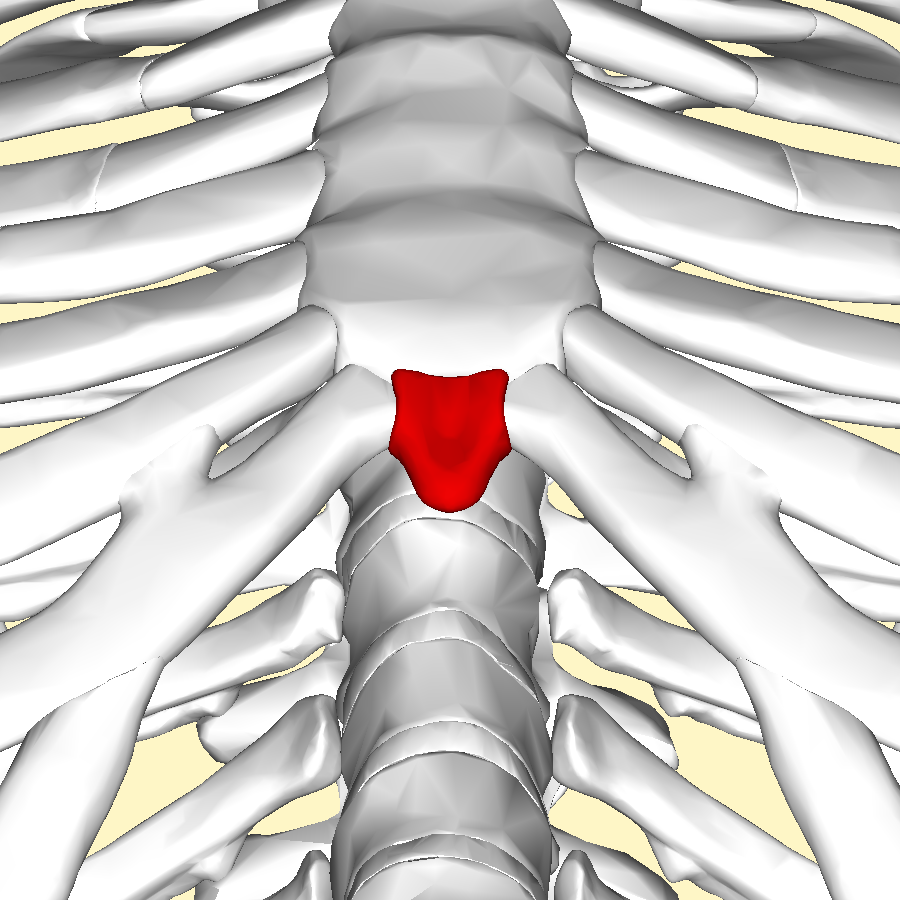
Близький ракурс.
Форма мечоподібного відростка. Анімація.